# Sagittalata jucunda
Sagittalata jucunda is een insect uit de familie van de Mantispidae, die tot de orde netvleugeligen (Neuroptera) behoort. 
Sagittalata jucunda is voor het eerst wetenschappelijk beschreven door Navás in 1932.